# 由比町

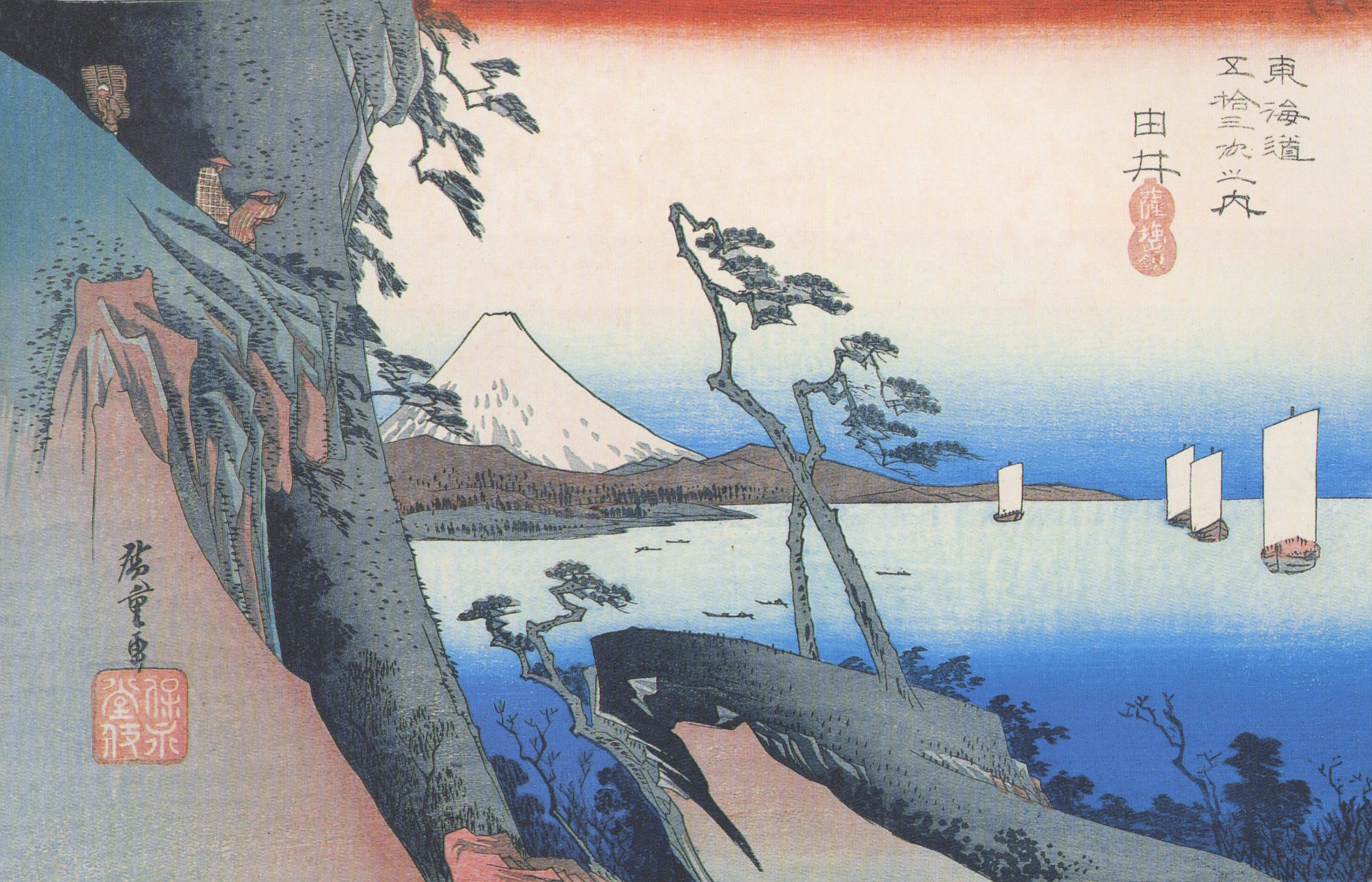
歌川広重「東海道五十三次・由比」

由比町（ゆいちょう）は、静岡県の中部、庵原郡に位置していた町。2008年（平成20年）11月1日、静岡市に編入合併した。

## 概要
「東海道の親不知」と呼ばれる断崖に位置し、歴史地理学的には関東政権（江戸・鎌倉・小田原）と東海政権（駿府）の境界となってきた。
江戸時代には東海道由比宿の宿場町であった。江戸時代の絵師・歌川広重による由比の浮世絵には、難所を越える旅人や、帆掛け船の浮かぶ駿河湾、駿河湾越しの富士山などが描かれている。
現在では、サクラエビとシラスの漁業基地としても有名である。
桜えび漁の許可証をもつ船は、由比・蒲原・大井川地区の合計で120隻ほどであり、国産の桜えびは、100%駿河湾で水揚げされたものになっている。
2006年3月31日に静岡市が庵原郡蒲原町を編入したことにより、東西両隣を静岡市に挟まれる形となった。由比町も「静岡市・由比町合併協議会」において、2008年11月1日に静岡市清水区へ編入されることで合意に達した。それ以前から庵原郡三町（由比町、富士川町、旧蒲原町）で合併交渉が行われてきたが、由比町と旧蒲原町が離脱し、静岡市と1市2町の合併交渉が行われた。静岡市との合併協定書に調印するものの、町議会で合併関連5議案を5対5の賛否同数となり議長（安部庄太郎議長）裁決で否決、望月俊明町長は合併関連5議案を町議会に再提出するも、再び5対5の賛否同数となり議長裁決で否決され、当面単独の道を選択していた。

## 地理
- 川：由比川、和瀬川

### 隣接していた自治体・行政区
- 静岡市（清水区）（東西両隣からはさまれていた）
- 庵原郡
  - 富士川町
- 富士郡
  - 芝川町

## 歴史
- 1889年（明治22年）10月1日 - 町村制施行に伴い、庵原郡由比宿・北田村・町屋原村・今宿村・寺尾村・東倉沢村・西倉沢村・東山寺村・阿僧村・入山村・西山寺村が合併し、由比町となる。
- 2008年（平成20年）11月1日 - 静岡市に編入、同市清水区の一部となる。

## 行政
- 町長：望月俊明

## 産業

### 漁業

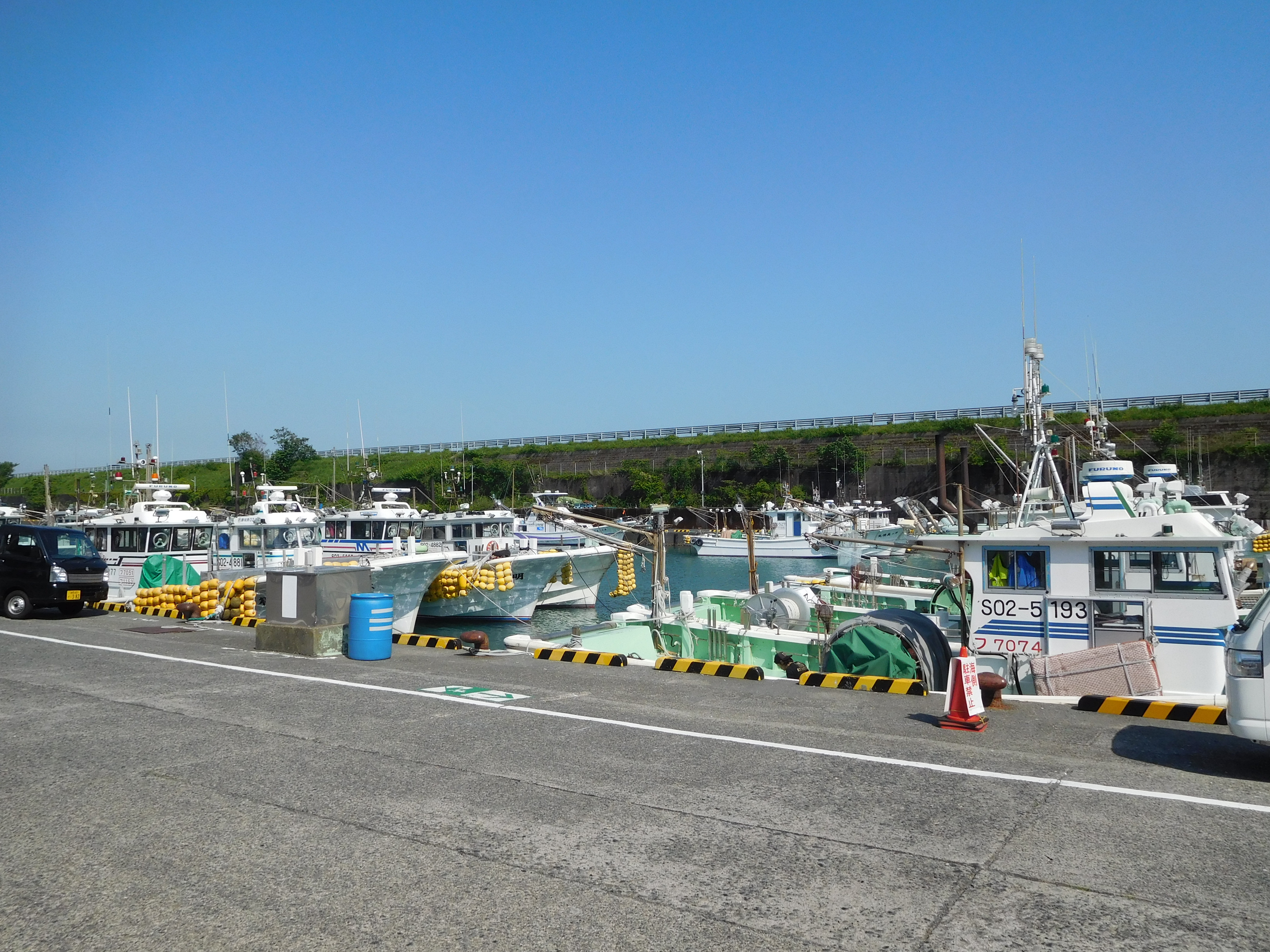
由比漁港

東海道線由比駅のホームの山側に「日本一桜えびのまち由比へようこそ」という看板が目につくが、サクラエビが漁獲される町として知られている。1960年代まで、東海道線の車窓から、天日で干される真っ赤な桜えびを見ることができたが、現在は東名高速道路やバイパスなどができたため、見ることができなくなった。
- 由比漁港
- 西倉沢漁港

### 娯楽
- 由比映画劇場 - 映画館[1]

## 交通

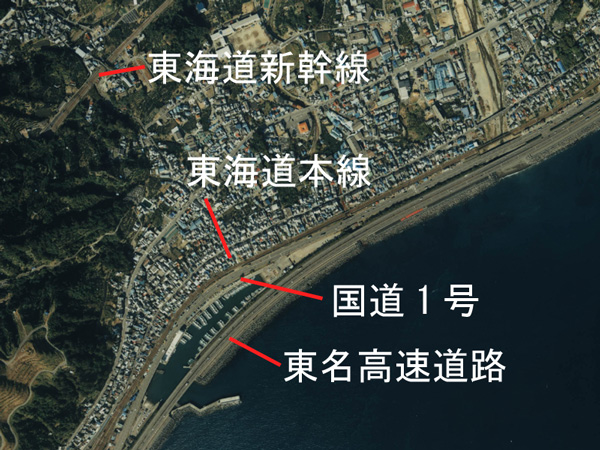
由比の天険断崖

富士川以東と富士川以西の間を往来するには、由比の断崖を海岸線に沿って進まねばならないため、古くから東海道最大の難所として、新潟県糸魚川市の親不知と列び称されてきた。国道1号は海抜に近い低さに位置し、東名高速道路は海上を通っている。高速道路の下り線は海側に面しているので、台風などによる高波を被ると富士ICと清水ICの間（波が高い場合は上下線とも）が通行止めになる。東海道本線・東名高速道路・国道1号が並行しており、町の東端と西端ではすべての交通機関（この区間をトンネルで貫く東海道新幹線を除く）が一点で交差している。主要な大動脈が一箇所に集中することから東海道のアキレス腱とも称され、実際、1996年（平成8年）8月27日に発生した大型トレーラーによる事故では、横転したトレーラーから落下した積荷が東名高速道路を走行中の車に衝突。積み荷は止まらず並走する国道1号寺尾交差点で停車中の車の上に落ち大勢死者が出た・また、修復のため長時間通行止めによる大渋滞を引き起こした。また、2010年2月27日に発生したチリ地震による津波警報発令に伴う東名高速道路・国道1号の同区間の通行止めにより、周辺道路は大渋滞を引き起こした。
なお、2012年4月14日に開通した新東名高速道路は、由比地区の内陸側を通るため、開通後は上記の問題が大幅に緩和される。

### 鉄道路線
- 東海旅客鉄道（JR東海）
  - 東海道本線：由比駅

### 道路
- 一般国道
  - 国道1号
  - 富士由比バイパス
- 旧街道
  - 東海道
    - 由比宿

## 教育

### 中学校

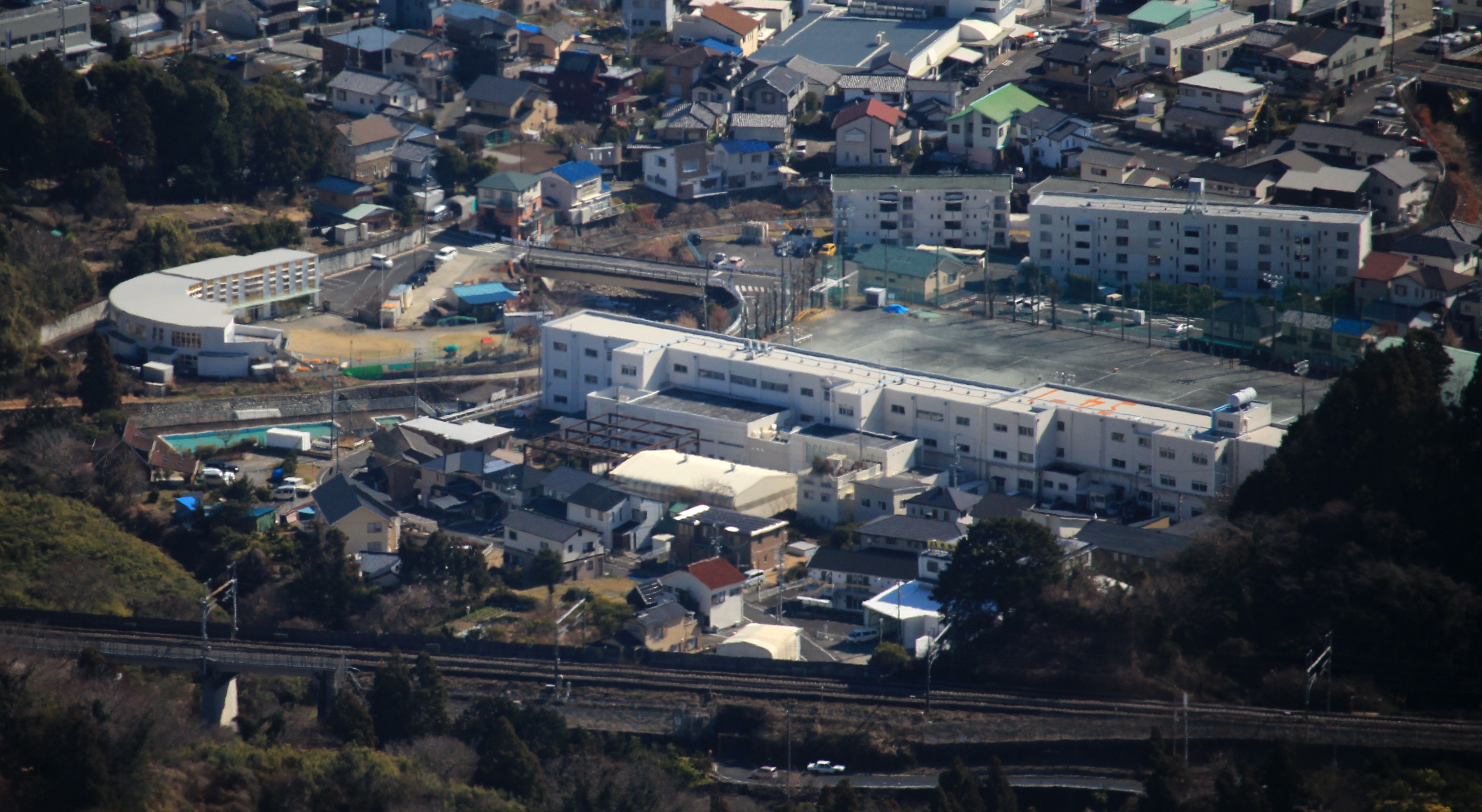
由比小学校

- 由比町立由比中学校

### 小学校
- 由比町立由比小学校
- 由比町立由比北小学校

### 幼稚園・保育園
- 町立
  - 由比幼稚園
  - 由比保育園（旧由比・三葉・西保育園を合併し新設）
  - 入山保育園

## 名所・旧跡・観光スポット
- 東海道広重美術館
- 由比桜えび館
- 東海道名主の館 小池邸
- あかりの博物館

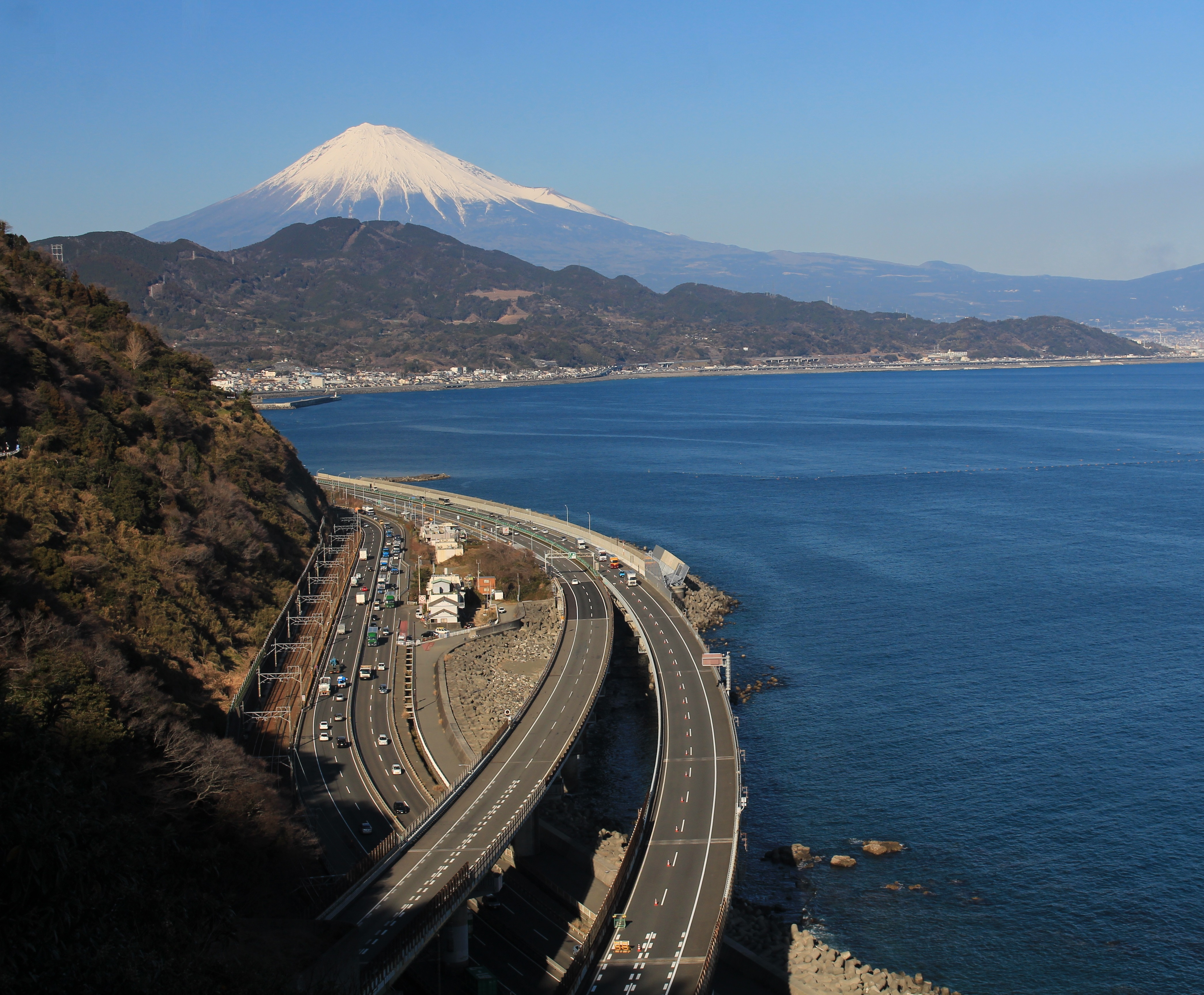
薩埵峠から望む富士山

- 清水銀行由比支店本町特別出張所（登録有形文化財）
- 薩埵峠（さったとうげ；旧東海道の難所で、富士山が見える景勝地）
- 豊積神社（駿河国二宮）

## 名産品

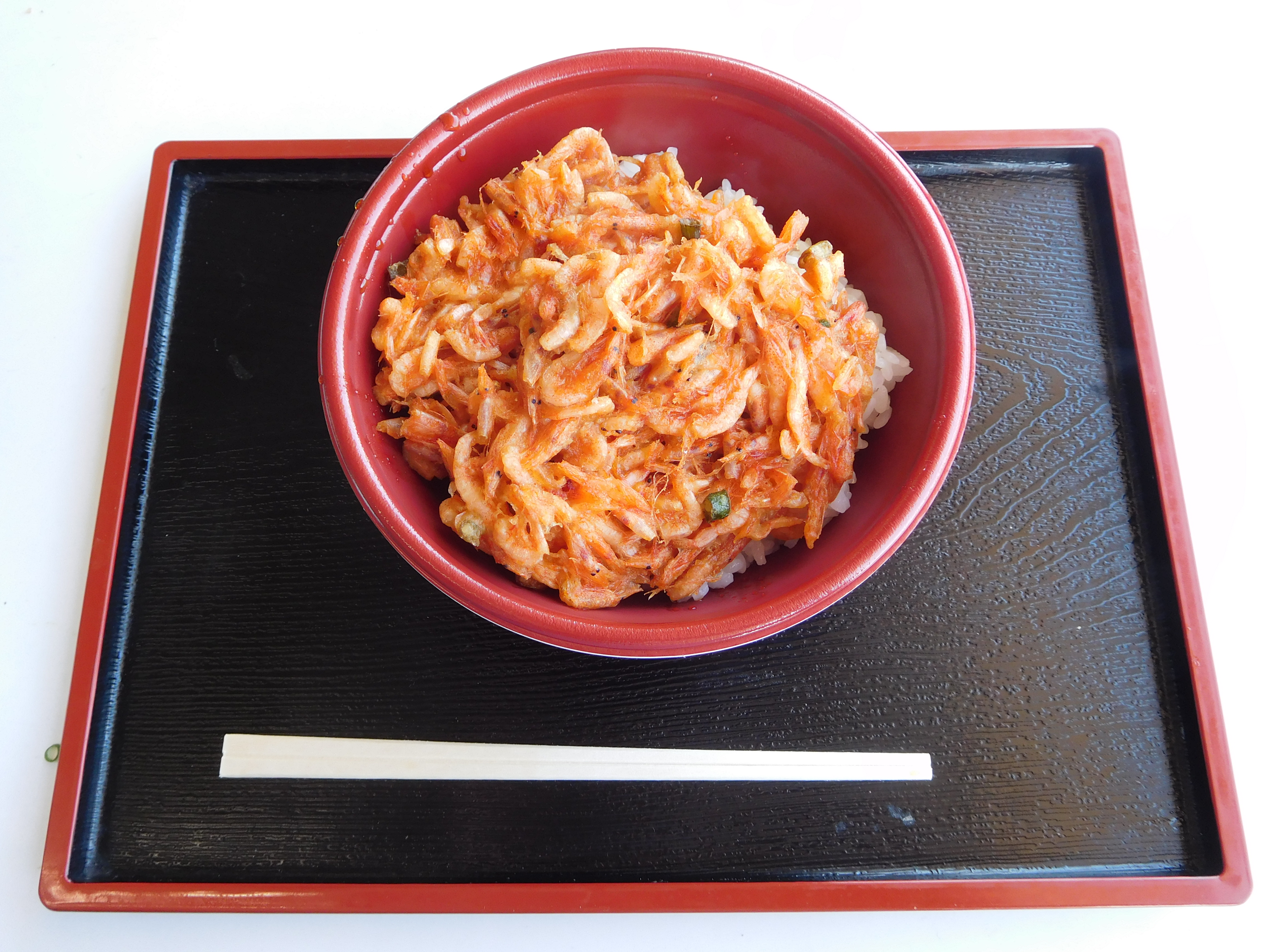
由比産サクラエビのかき揚げ丼

- サクラエビ
- シラス
- みかん
- 甘夏
- ビワ
- イワシ削り節
- 缶詰
- かまぼこ
- 黒はんぺん

## 出身有名人
- 由井正雪：出身地と言われており、正雪の生家とされる紺屋が現存している。
- 和錦克年：昭和の幕内力士
- 田邊哲人：スポーツチャンバラ創始者。生まれはパラオで、2歳で由比町に移る。

## その他
- セブン銀行のCMでは、歌川広重の浮世絵「由井」と同じ場所から撮影された現在の映像が入っていた。また、この場所からの画像はGoogle Earthからでも見ることができる。
- ゆるキャラグランプリ2011にエントリーしている、さくらゆいちゃんという同地区のキャラクター着ぐるみが存在する。